# Alapvető attribúciós hiba
A szociálpszichológiában az alapvető attribúciós hiba (más néven megfeleltetési torzítás) írja le azt a tendenciát, amikor a megfigyelt viselkedés magyarázatánál sokkal nagyobb hangsúlyt kapnak a belső, személyiségen alapuló (diszpozíciós) magyarázatok a külső, szituációs magyarázatokhoz képest. Az alapvető attribúciós hiba akkor a legnyilvánvalóbb, amikor az emberek mások viselkedését próbálják megmagyarázni, de kevésbé vonatkozik a saját viselkedés magyarázatára (aktor-megfigyelő diszkrepancia).
Ennek egy jó példája, amikor Juliska látja, hogy Jancsi elbotlott egy kőben. Juliska ekkor arra gondol (általában), hogy Jancsi ügyetlen, esetlen fiú (diszpozíciós magyarázat). Ugyanakkor, ha ő bukik el ugyanabban a kőben, akkor azt általában annak tulajdonítja, hogy valaki rossz helyre rakta a követ (szituációs magyarázat).

## Leírása
A szociálpszichológia kutatói eleinte nem foglalkoztak azzal, hogy a cselekvő személyekre miképpen hat az, hogy hogyan viszonyulnak másokhoz, az attribúciókutatás ezt vette bele a már meglévő elméletek sorába.
A cselekvő személlyel szemben van ugyanis bizonyos elvárása az interakció másik, esetleg több résztvevőjének is. Gondoljunk arra, hogy egy politikus beszédénél fontos az, hogy azonosítani tudjuk, hogy milyen céljai, szándékai vannak annak a megnyilatkozásnak, melyet tesz. Ebbe a felismerési folyamatba hiba is csúszhat, mellyel félremagyarázzuk az események hátterében lévő motivációkat, célokat, szándékokat. Ezeket a hibákat „attribúciós torzításoknak” nevezzük. Ez azért jön létre, mert az emberek hajlamosak saját sikereiket belső, azaz diszpozíciós, míg a kudarcokat külső (szituációs) okokkal, tényezőkkel magyarázni.
Fritz Heider szerint az ember folyamatosan analizálja a társait, és keresi a cselekvések mögött álló magyarázatokat. Véleménye szerint túlbecsüljük a diszpozíciós és alábecsüljük a szituációs okokat. Ezt a jelenséget nevezi alapvető attribúciós hibának. Egy példa erre, ha a testnevelésórán nem tudjuk lefutni a megfelelő szintidőt, akkor nem azt gondoljuk, hogy a kondíciónk rossz, hanem hogy mondjuk rossz volt az időjárás, kényelmetlen a futócipő vagy sokat ettünk előtte.
Edward Jones és Keith Davis (1965) meghatározott három olyan körülményt, amelyek fennállása esetén a megfeleltetési torzítás igazoltnak tekinthető:
1. Az egyén választja az adott viselkedésformát.
2. A viselkedésnek kevés olyan hatása van, melyek megkülönböztetik más cselekedetektől. Minél kevesebb, illetve kevésbé specifikus hatása van egy viselkedésnek, annál könnyebb eldönteni, hogy mi okból tette azt a cselekvő.
3. A viselkedés inkább váratlan, mint elvárt vagy tipikus. Ha nem divatos felnőttkörökben a Hannah Montana c. sorozatot nézni, a nagynénénk mégis azt nézi, akkor valószínűnek tarthatjuk, hogy tényleg szereti. A viselkedés váratlanságából megbízhatóan következtethetünk a személyiségvonásra.